# Deutsche Akademie Rom Villa Massimo

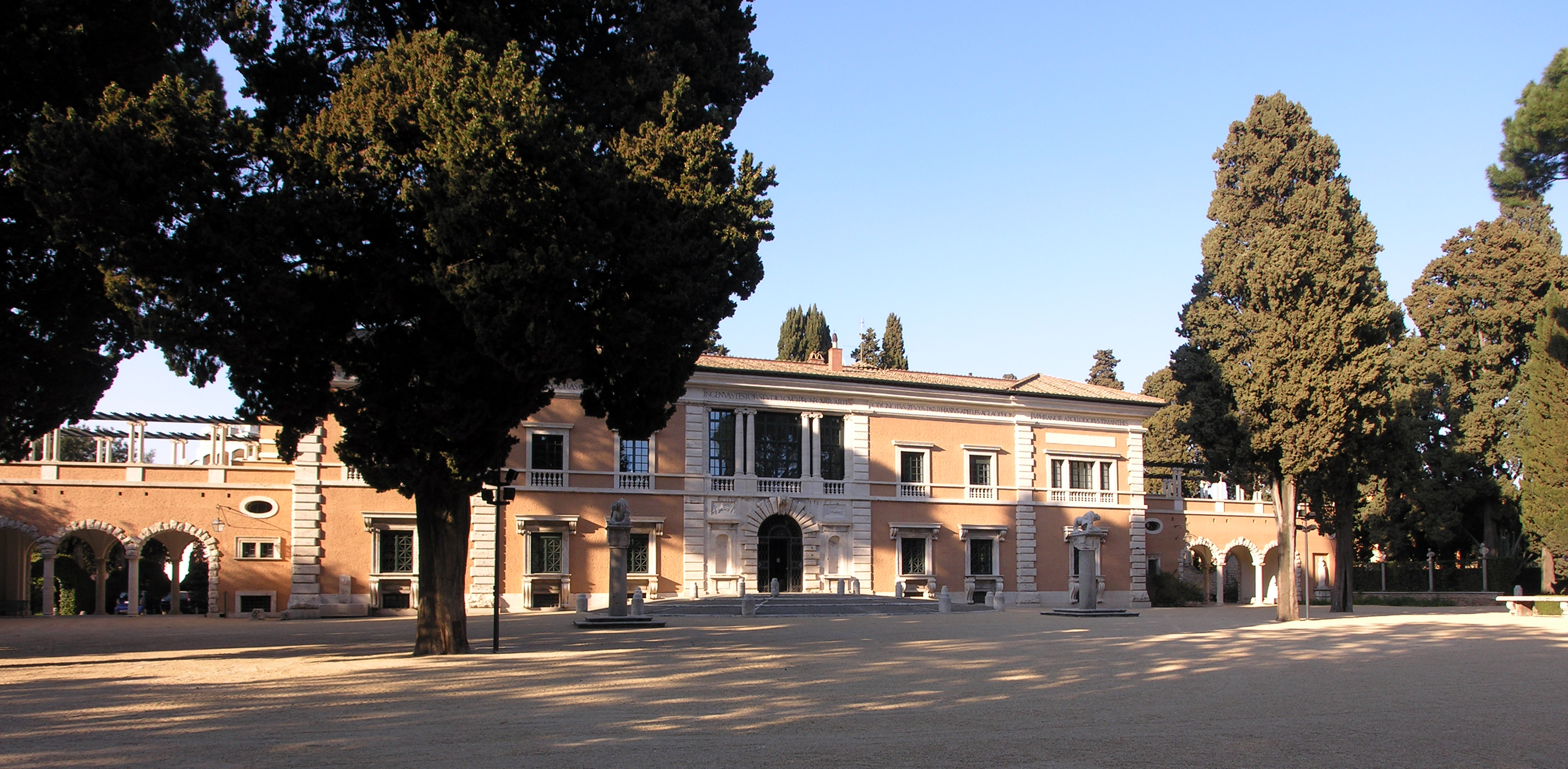
Das Haupthaus der Villa Massimo (2005)

Die Deutsche Akademie Rom Villa Massimo (italienisch Accademia Tedesca Roma Villa Massimo), kurz Villa Massimo, ist eine Kultureinrichtung in Rom. Sie gehört der Bundesrepublik Deutschland und ist die bedeutendste Einrichtung zur Spitzenförderung deutscher Künstler durch Studienaufenthalte im Ausland. Sie befindet sich im Geschäftsbereich des Beauftragten der Bundesregierung für Kultur und Medien. Das verliehene Stipendium wird als Rompreis Villa Massimo bezeichnet.
Begründet und gestiftet wurde die Villa Massimo von dem jüdischen Unternehmer und großen Kunst-Mäzen Eduard Arnhold; die ersten Stipendiaten wurden 1913 aufgenommen. Die Einrichtung besteht aus dem Haupthaus in Rom am Largo di Villa Massimo im Stadtteil Nomentano und der Casa Baldi in Olevano Romano. Die Villa Serpentara, ebenfalls in Olevano Romano gelegen, gehört zur Akademie der Künste in Berlin und wird durch die Villa Massimo verwaltet.

## Geschichte

### Gründungsgeschichte und Idee

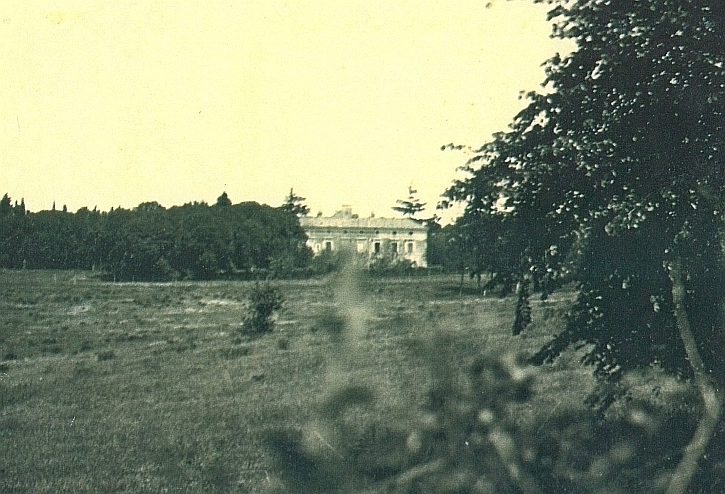
Ehemaliges Weingut und Casino der Villa Massimo um 1890

Im 16. Jahrhundert hatte die Familie Massimo eine Reihe von Grundstücken entlang der antiken Via Nomentana erworben und dort ein Weingut angelegt; als Landhaus nutzte sie das in der Via di Villa Ricotti gelegene sogenannte Casino aus der ersten Hälfte des 18. Jahrhunderts, zu dem ein italienischer Garten gehörte; später wurde es Sitz verschiedener Botschaften.
Das Gelände der heutigen Villa Massimo, ein Teilgrundstück der weitläufigen Vigna Massimo, wurde im Dezember 1910 vom Berliner Unternehmer und Mäzen Eduard Arnhold erworben und noch im selben Jahr dem preußischen Staat geschenkt. Arnhold kam damit dem zögerlichen Verhalten Preußens, das sich nicht zur Gründung eines Künstlerhauses entscheiden konnte, zuvor. So sollten, nach dem Vorbild der 1666 gegründeten Französischen Akademie Villa Medici, u. a. die prekären Wohn- und Arbeitsbedingungen der deutschen Rompreis-Stipendiaten verbessert werden. Zudem sollte Deutschland mit einer eigenen Institution der Künste im internationalen Wettstreit um kulturelle Präsenz in der „Ewigen Stadt“ an Bedeutung gewinnen.
Die Gründung der Deutschen Akademie fällt in die Zeit der Vorbereitungen zum 50-jährigen Jubiläum des Bestehens des Königreichs Italien, das in Rom auf Initiative des damaligen Bürgermeisters Ernesto Nathan ganz im Zeichen von Kunst, Archäologie und Geschichte stehen sollte. Die Valle Giulia sollte, zusammen mit der neuerrichteten Galleria Nazionale d’Arte Moderna, zu einer „Città d’arte“ werden. Hiermit wurde in Rom der Grundstein für ein dichtes Netz an ausländischen Akademien gelegt, das in dieser weltweit einzigartigen Form bis heute besteht.

### Bau der Villa Massimo 1910–1913

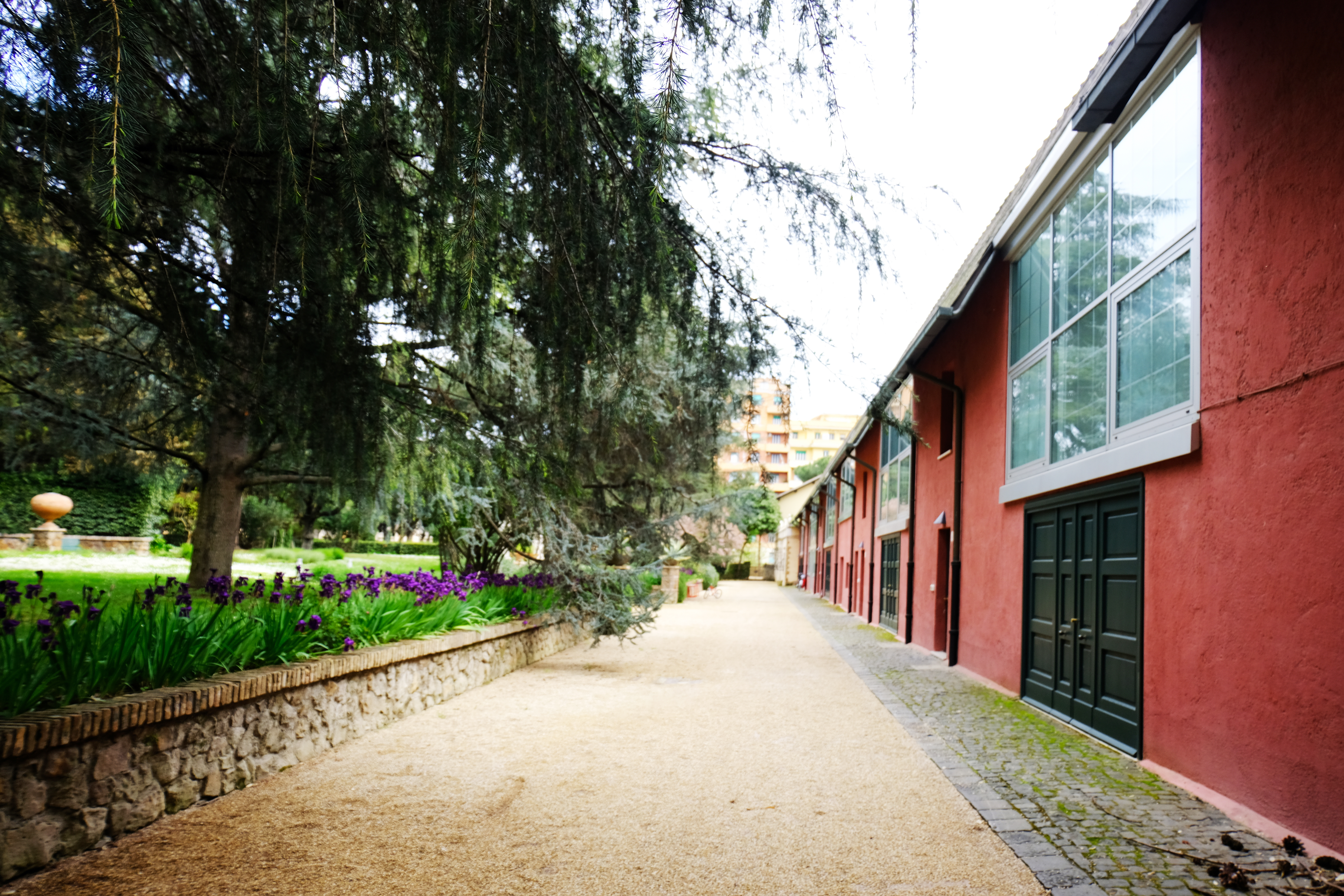
Ateliers und Park der Villa Massimo (2019)

Die Gebäude der Villa Massimo, das Haupthaus und die zehn Künstlerateliers, wurde von 1910 bis 1913 erbaut. Eduard Arnhold bestellte den als Maler ausgebildeten Schweizer Maximilian Zürcher zum Architekten der Anlage. Zürcher hatte in Florenz, wo er bereits historische Landsitze in Künstlerresidenzen umgewandelt hatte, sein Talent bewiesen. Bei den Planungen waren neben Zürcher stets auch Künstler, allen voran Ludwig von Hofmann und der Bildhauer Luis Tuaillon, beteiligt. Der Vorschlag Tuaillons, das Haupthaus von den Ateliers zu trennen, wurde schließlich verwirklicht.
Die Anlage wurde als Künstlerhaus konzipiert: Das Haupthaus, in dem z. B. ein Ausstellungs- und ein Speisesaal sowie eine Bibliothek vorgesehen waren, hat nur knapp die Grundfläche von drei Ateliers. Die Erfordernisse der Künstler, die Zugang zu bestmöglichen Arbeitsstätten haben sollten, standen bei der Planung im Vordergrund. Durch die Bauweise der Ateliers wurden schon früh Ideen einer „sozialen Architektur“ umgesetzt. Auf Wunsch des Bauherrn wurden sie funktional und bis auf kleine Abweichungen identisch gestaltet. Durch die sachliche, reihenhausartige Ästhetik sollten alle Künstler gleichgestellt und soziale Ungerechtigkeiten vermieden werden. Außerdem sollten die großzügigen Räume die Realisierung von großen Leinwänden und Reiterstatuen ermöglichen.
Das Haupthaus wurde von Zürcher so gestaltet, dass der Eindruck einer römischen Villa Suburbana aus dem späten Cinquecento erweckt wird, wobei die Villa Giulia bei der Fassadengestaltung als Vorbild diente. Das Gebäude wird durch offene Terrassenannexe optisch verbreitert, die es herrschaftlich wirken lassen. Zürcher wendete diesen gestalterischen Trick an, um so ein wesentlich größeres Bauvolumen vorzutäuschen. Denn trotz der geringen Tiefe des Haupthauses der Villa Massimo von nur wenigen Metern ist der Eindruck auf den Besucher beim Betreten des Hauptplatzes majestätisch.
Im Gegensatz zu anderen ausländischen Akademien, die in der architektonischen Gestaltung an das Herkunftsland erinnern lassen, setzte Zürcher also keinen „Nationalstil“ ein, sondern bediente sich bewusst italienischer und römischer Vorbilder. Travertin und Landhausputz bestimmen als Materialien die Fassade, das Eingangsportal greift ein Triumphbogenmotiv auf. Ein lateinisches Spruchband, das von dem Altphilologen Onorato Occioni stammt, ziert das Gesimsfries: Ingenuas.testor.studio.quo.prosequar.artes (Ich rufe die edlen Künste zum Zeugen für das Studium, welchem ich folgen werde).
Der Park der Villa Massimo, der von Maximilian Zürcher als südliches Arkadien geplant und ausgestattet wurde, ist knapp vier Hektar groß, wobei 27.000 m² im Jahr 1910 erworben wurden. Das 9600 m² große Grundstück, das hinter den Künstlerateliers gelegen ist, wurde im Jahr 1928 dazu erworben. Zürcher zog in die Gestaltung des Parks bereits bestehende künstliche Ruinen und die zwei monumentalen Zypressenalleen mit ein. Die Anlage stattete er reichhaltig mit antiken Spolien, die den Gräbern der nahe gelegenen römischen Konsularstraße Via Nomentana entstammen, aus. Er gestaltete so einen – andernorts üblicherweise über Jahrhunderte gewachsenen – typischen italienischen Garten, der den Rompreisträgern als motivreiche Bildvorlage für Plein-air-Malerei, Antikenstudium und als malerischer Hintergrund für Aktmalerei dienen sollte. Arnhold war mit dem Ergebnis offenbar äußerst zufrieden, denn in einem Brief aus dem Jahr 1912 schrieb er: „Zürcher hat aus dem Brachland einen Zaubergarten gemacht.“

### Erste Sequesterverwaltung
Kurz nach der Gründung, im Jahre 1915, musste die Akademie, die gerade erst den Betrieb aufgenommen hatte, im Zuge des Ausbruchs des Ersten Weltkriegs wieder schließen. Maximilian Zürcher übergab die Villa der Schweizer Botschaft, er selbst verließ das Land. Im Laufe der Kriegsjahre wurde die Villa als Kriegsversehrtenheim und Prothesenmanufaktur genutzt und im Jahr 1918 wurde sie als feindliches Eigentum sequestriert.

### Zeit zwischen den Weltkriegen
Obwohl ab 1920 bereits die ersten deutschen Institute, allen voran die Bibliotheca Hertziana, den Betrieb wieder aufnehmen konnten, gestaltete sich die Rückgabe der Villa Massimo u. a. aufgrund der Unterbringung der Kriegsversehrten und des nur sehr kurzen Bestehens der Institution als schwierig. Zudem hatte die Inflation das von Eduard Arnhold zur Verfügung gestellte Stiftungskapital zunichtegemacht. Im Jahr 1925 verstarb Eduard Arnhold, ohne Hoffnung auf eine Wiedereröffnung der von ihm gestifteten Institution und ohne jemals das Wohnrecht im Haupthaus in Anspruch genommen zu haben. Die Wiederöffnung erfolgte nach der Rückgabe des Anwesens im Jahre 1928. Auf Wunsch der Witwe Arnholds und des preußischen Kultusministers Carl Heinrich Becker wurde Herbert Gericke, damals Professor an der Vereinigten Staatsschule für freie und angewandte Kunst in Berlin, der mit der Enkelin Arnholds Erika Kunheim verheiratet war, als Direktor eingesetzt. Diese Berufung war einerseits eine Ehrung der Verdienste der Familie Arnhold, andererseits ein klares Zeichen gegen den wachsenden Antisemitismus.
Im Jahr 1930 wurde der Rompreis erstmals an eine Frau verliehen, an die Bildhauerin Hanna Cauer. Im Laufe der 1930er Jahre wurde es zunehmend schwieriger, die Politik von der Villa Massimo fernzuhalten. Einige Mitglieder des Auswahlkomitees der Preußischen Akademie traten zurück oder wurden ausgeschlossen. 1932/33 war der Architekt Hans Poelzig Gast der Villa Massimo. Nach der Machtergreifung verschärfte die Reichskulturkammer den Druck auf die Institution. Ihr Direktor Herbert Gericke. konnte einen gewissen Freiraum verteidigen, jedoch die wachsende Einflussnahme der Nationalsozialisten nicht aufhalten: Im Mai 1933 wurde  Arno Breker von Propagandaminister Joseph Goebbels in der Villa Massimo ermuntert, nach Deutschland zurückzukehren, und entschied sich 1935 für die Nationalsozialisten zu arbeiten; der Architekt und Meisterschüler von Hans Poelzig, Konrad Wachsmann,  verließ nach einem Monat und Streit mit Breker die Akademie; die Maler Felix Nussbaum und Hanns Hubertus Graf von Merveldt wurden nach einer handgreiflichen Auseinandersetzung über ein Bildmotiv, in dem Merveldt Nussbaum verletzte, vorzeitig der Akademie verwiesen, weil sich Merveldt trotz Vermittlung des deutschen Botschafters in Italien, Ulrich von Hassell, mit Nussbaum nicht versöhnen wollte. Gericke ersuchte aufgrund der zunehmenden Schwierigkeiten um seine Entlassung, wurde aber durch von Hassell überredet zu bleiben. Nach Erhalt des Berichtes über den Zwischenfall schloss das Preußische Kultusministerium zum Ende Mai 1933 die Akademie und sagte die geplante Jahresausstellung, zu der auch der italienische König kommen sollte, ab, um die Akademie im Oktober 1933 mit neuen, der nationalsozialistischen Kulturpolitik entsprechenden Stipendiaten wiederzueröffnen. Merveldt erhielt 1937 Ausstellungsverbot. Felix Nussbaum ließ sich dann in Alassio nieder und blieb brieflich in Kontakt mit Herbert Gericke, der dann 1938 wegen jüdischer „Versippung“ kurz vor dem Hitlerbesuch Roms fristlos entlassen wurde. Die Stele, die an den Stifter Eduard Arnhold erinnerte, wurde entfernt. So sollte das Andenken an die jüdische Gründung der Institution getilgt werden. Als neuer Direktor wurde Fred(erick) Charles Willis eingesetzt, der in der Auslandsorganisation der NSDAP tätig war. Dieses Direktorat dauerte jedoch nur acht Monate, ab dem 1. April 1939 wurde der älteste Stipendiat, Hans Stangl, kommissarischer Leiter der Deutschen Akademie. Im Jahr 1943 wurde die Institution geschlossen.

### Zweite Sequesterverwaltung – „italienische Jahre“ der Villa Massimo
Im Zuge des Zweiten Weltkriegs wurde das Haupthaus der Villa Massimo ab 1942 in ein Offizierskasino und eine Funkstation der deutschen Luftwaffe umgewandelt. Im Jahr 1944 wurde die Institution nach dem Abzug der deutschen Truppen aus Rom zum zweiten Mal sequestriert – diesmal von den Alliierten, die in der Villa zunächst ein Flüchtlingslager einrichteten. Palmiro Togliatti, Minister der italienischen Übergangsregierung, griff direkt nach dem Krieg den Vorschlag des Malers Renato Guttuso auf: Die Ateliers wurden antifaschistischen italienischen Künstlern zur Verfügung gestellt, die durch den Krieg geschädigt worden waren oder sich in der Resistenza verdient gemacht hatten.

Neben Guttuso zogen ab 1947 mit Künstlern wie beispielsweise Leoncilo, Marino Mazzacurati, Vittoria Lippi, Emilio Greco und Aldo Caron berühmte Namen der italienischen Nachkriegsszene in die teilweise vom Krieg beschädigten Ateliers. Die Villa Massimo wurde zum Treffpunkt der römischen Avantgardeszene und Persönlichkeiten wie Pablo Neruda, Gina Lollobrigida und Sophia Loren gehörten zu den oft gesehenen Besuchern. 1957 wurde die Villa Massimo als Deutsche Akademie Rom der Bundesrepublik Deutschland wiedereröffnet und Bernd Alois Zimmermann als erster Komponist Stipendiat. 1957 trat die Germanistin Elisabeth Wolken die Nachfolge ihres Vaters Gericke als Direktorin der Villa Massimo an und leitete das Haus bis 1993. Anschließend übernahm der Kunsthistoriker Jürgen Schilling das Direktorat, das er bis zur vorübergehenden Schließung der Villa im Jahr 1999 aufgrund von Restaurierungsarbeiten innehatte. 

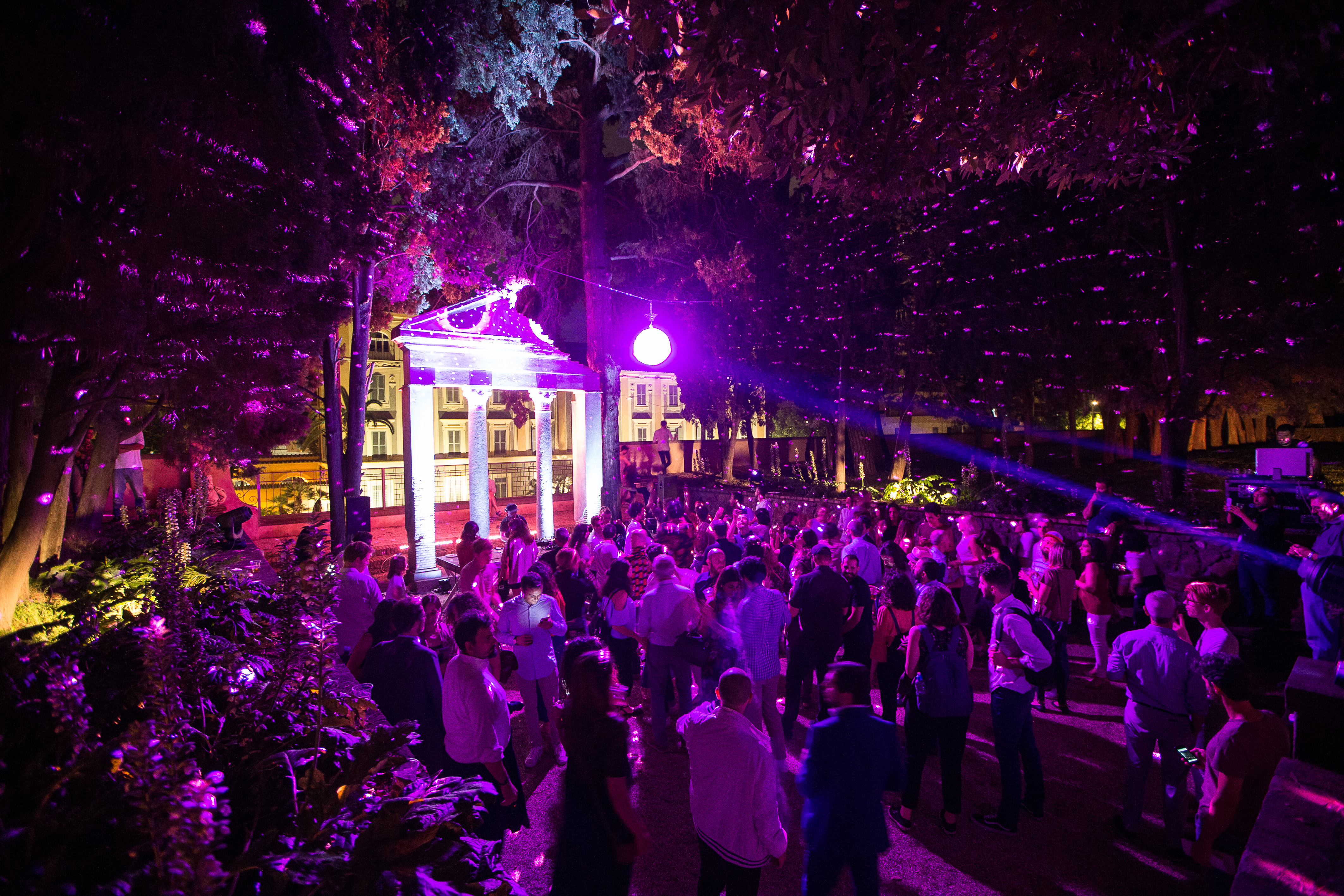
Sommerfest in der Villa Massimo (2018)

Das Stipendium gilt als eine der wichtigsten Auszeichnungen Deutschlands für herausragende Künstler in den Sparten Bildende Kunst, Literatur, Musik (Komposition) und Architektur. Die Studienaufenthalte umfassen einen Verbleib von zehn Monaten in der Villa Massimo oder drei Monaten in der südöstlich von Rom in Olevano Romano gelegenen Casa Baldi. Dort können sie als Stipendiaten in zehn Ateliers (Casa Baldi: zwei) kostenfrei wohnen und arbeiten. Außerdem erhalten die Künstler für den Zeitraum des Stipendiums monatlich 2.500 Euro. Ein wichtiger Gedanke während des Aufenthalts ist die gegenseitige Anregung. Die Akademie richtet jedes Jahr zahlreiche Konzerte, Exkursionen, Lesungen sowie Symposien aus und präsentiert die Werke der Künstler in verschiedenen Ausstellungsformaten. Die Stipendiaten der Akademie der Künste Berlin, die in der Villa Serpentara ebenfalls in Olevano Romano untergebracht sind, werden auch von der Villa Massimo betreut und sind in die Aktivitäten der Deutschen Akademie Rom einbezogen. Direktor der Akademie war von 2002 bis Ende Juli 2019 Joachim Blüher. Seither leitet die Literatur- und Kunstwissenschaftlerin Julia Draganović das Haus.

## „Casa Baldi“
Zum Stipendium der Deutschen Akademie Rom zählen auch die dreimonatigen Aufenthalte in der Casa Baldi in Olevano Romano, einem Bergstädtchen, das etwa eine Stunde südöstlich von Rom liegt. Das Stipendium hat den gleichen Stellenwert, ist aber durch die besondere Lage des Ortes und die kürzere Dauer des Aufenthalts von grundsätzlich anderem Charakter. Dieses Stipendium besticht durch die Abgeschiedenheit, aber auch durch den Kontakt zu den Bewohnern Olevanos. Besonders durch die Veranstaltungen der Künstler, die von der Stadt Olevano unterstützt werden, kommt es immer wieder zu internationalen Begegnungen. Zudem nehmen die Stipendiaten der Casa Baldi an den Veranstaltungen und Aktivitäten der Villa Massimo teil.

## „Villa Serpentara“
Die Villa Serpentara befindet sich ebenfalls in Olevano Romano, in Nachbarschaft zur Casa Baldi, und bietet Künstlerinnen und Künstlern, die von der Akademie der Künste Berlin entsandt werden, einen dreimonatigen Aufenthalt. Die Deutsche Akademie Rom Villa Massimo verwaltet das Anwesen und unterstützt die Stipendiaten bei ihren Projekten. Darüber hinaus werden die Stipendiaten aufgrund der Ähnlichkeit des Stipendiums und des intensiven künstlerischen und menschlichen Austausches unter den Stipendiaten in die Aktivitäten der Villa Massimo mit einbezogen.

## Stipendiaten und Studiengäste
- siehe: Liste der Stipendiaten der Deutschen Akademie Rom Villa Massimo
- siehe: Liste der Stipendiaten der Deutschen Akademie Rom Casa Baldi